# Vlajky Konfederovaných států amerických

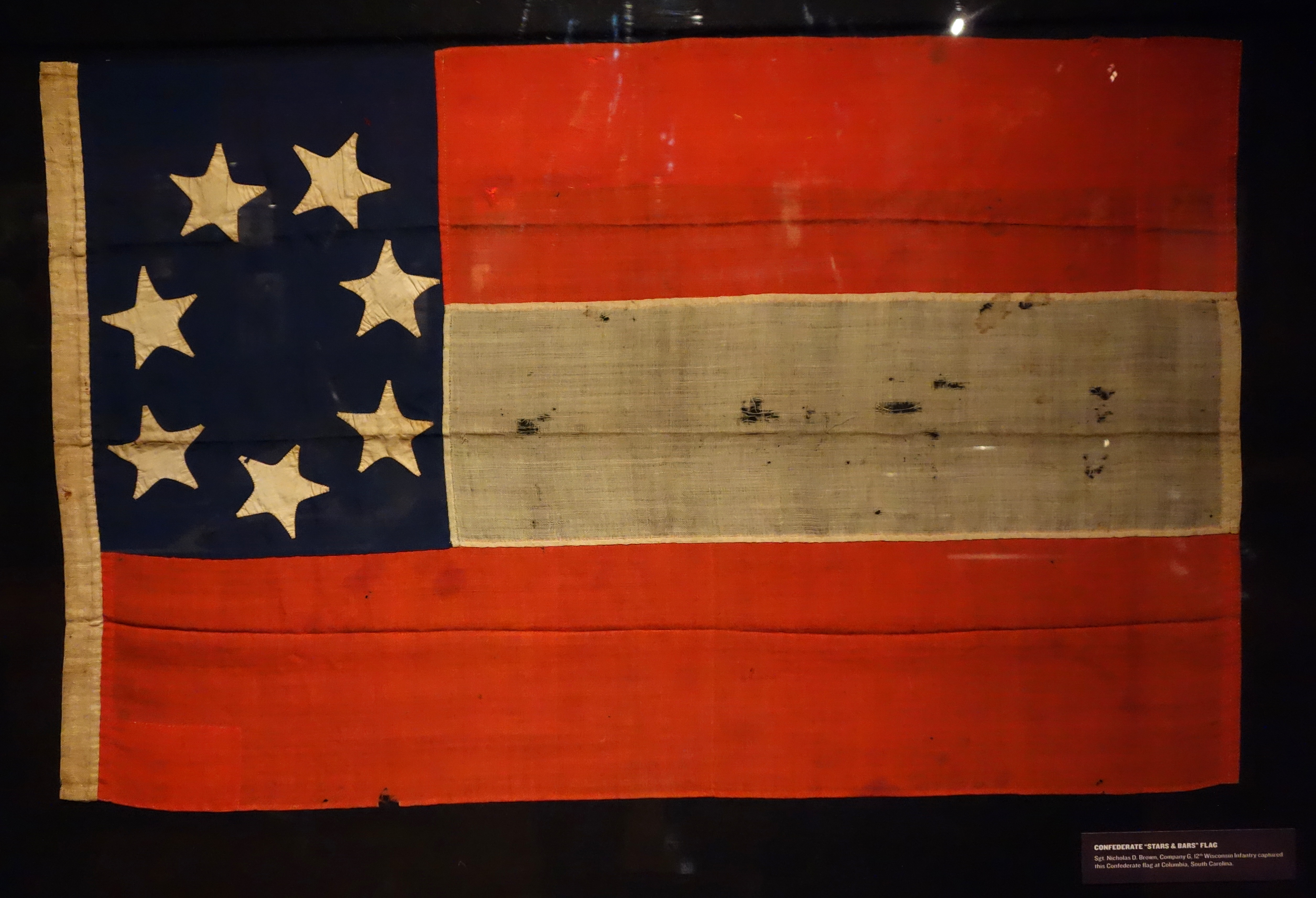
Konfederační vlajka Stars and Bars ukořistěná vojáky Unie ve městě Columbia v Jižní Karolíně.

Během své existence v letech 1861 až 1865 vystřídaly Konfederované státy americké (Konfederace) celkem šest státních vlajek. Podle převažujících motivů jsou označovány jako „Stars and Bars“ (Hvězdy a pruhy), „Stainless Banner“ (Neposkvrněný prapor), Blood-Stained Banner (Zkrvavený prapor). První čtyři vlajky označované jako „Stars and Bars“ vycházely z vlajky Spojených států amerických.
Známá „Rebelská vlajka“ nazývaná též „Jižanská“ nebo „Konfederační vlajka“ nebyla nikdy oficiální vlajkou Konfederace, šlo o čtvercovou bojovou zástavu Armády Severní Virginie a celé konfederační armády od roku 1861 pod vedením generála Roberta E. Leeho. Ve svém obdélníkovém provedení byla od roku 1864 používána Armádou Tennessee a válečným námořnictvem Konfederace od roku 1863.
Mississippi byl od roku 2001 jediným americkým státem, který má na své státní vlajce zobrazenou Konfederační vlajku, vlajka Mississippi byla v roce 2020 změněna. Vlajka státu Georgie je velmi podobná první státní vlajce Konfederace (zvané „Stars and Bars“), do roku 2001 obsahovala bojovou zástavu Konfederace.

## Státní vlajky Konfederace

### První státní vlajka: Stars and Bars
První státní vlajka Konfederace nazývaná jako „Stars and Bars“ byla v různých variantách používána od 4. března 1861 do 1. května 1863. Byla navržena německo/pruským umělcem Nicolou Marschallem v Alabamském městě Marion a připomínala vlajku Rakouského císařství, kterou Marschall dobře znal. Vlajka „Stars and Bars“ byla přijata 4. března 1861, v první dočasném hlavním městě Konfederace Montgomery, a vztyčena nad prvním konfederačním kapitolem. Marshall rovněž navrhl armádní uniformy Konfederace.
V průběhu používaní na Konfederační vlajku přibývaly hvězdy, až do počtu třináct. Tento proces odrážel konfederační tvrzení o začlenění států Kentucky a Missouri do Konfederace. Ačkoliv byly oba státy reprezentovány v Konfederačním kongresu, Konfederace nikdy nekontrolovala ani nespravovala celé jejich území.

„Stars and Bars“ 7 hvězd (4. března 1861 – 18. května 1861)
„Stars and Bars“ 9 hvězd (18. května 1861 – 2. července 1861
„Stars and Bars“ 11 hvězd (2. července 1861 – 28. listopadu 1861)
„Stars and Bars“ 13 hvězd (10. prosince 1861 – 1. května 1863)

### Druhá státní vlajka: Stainless Banner

1. května 1863 – 4. dubna 1865
„Stainless Banner“

Během přípravy druhé statní vlajky existovalo mnoho návrhů, které většinou vycházely z bojové zástavy Konfederace, která se kolem roku 1864 stala velice známou mezi občany Konfederace. Nový design vlajky byl určen Konfederačním kongresem jako bílé pole „s Unii (dnes užívanou jako bojová vlajka) byl čtverec do dvou třetin šířky vlajky, mající červený základ, přeškrtnutý modrým, bíle ohraničeným ondřejským křížem, ozdobeným bílými pěticípými hvězdami, odpovídajícími počtu konfederačních států.“
Vlajku, známou jako „Stainless Banner“, navrhl novinář William Tappan Thompson žijící ve městě Savannah v Georgii za asistence Williama Rosse Postella, konfederačního pašeráka. Přezdívka „stainless“ (či neposkvrněný) odkazuje k čistě bílému poli, které zabírá většinu vlajky. Samotný Tompson, autor vlajky, nazýval své dílo „Vlajkou bílého muže.“ Ve vztahu k bílému poli, které zabírá většinu vlajky Tompson uvedl, že barva symbolizuje „nadřazenost bílého muže“.

### Třetí státní vlajka: Blood-Stained Banner

4. dubna 1865 – 26. května 1865
„Blood-Stained Banner“

Třetí státní vlajka, nazývaná „Blood-Stained Banner“ (Zkrvavený prapor), byla přijata 4. dubna 1865. Svislý červený pruh byl navržen majorem Arthurem L. Rogersem, který tvrdil, že čistě bílé pole na druhé státní vlajce může být během bezvětří považováno za vlajku příměří.
Rogers úspěšně prosazoval svůj návrh v konfederačním senátu. Svůj návrh hájil jako takový, „který má co nejméně yankeeské modré, jak je to jen možné“. A popisoval jej jako symbolické znázornění původu občanů Konfederace s křížem svatého Ondřeje, pocházejícím z britské vlajky, a červeným pruhem z vlajky francouzské. Ačkoliv byl zákon schválen již v roce 1865, velice málo těchto státních vlajek bylo vyrobeno a použito v boji. Takže ji mnoho vojáků Konfederace nikdy nevidělo.

## Konfederační jižanská vlajka

Bojová zástava Armády Tennessee, později nazývaná jako „Konfederační vlajka“

Námořní vlajka Konfederace

Byla navržena Williamem P. Milesem členem výboru pro vlajku a znak, tato ve 20. a 21. století populární varianta Konfederační vlajky byla zamítnuta jako státní vlajka v roce 1861. Místo toho byla přijata jako bojová zástava Armády Severní Virginie pod velením generála Roberta E. Leeho. Přesto, že historicky nikdy nereprezentovala Konfederaci jako stát a nebyla nikdy uznána jako státní vlajka, je nazývaná jako „Konfederační vlajka“ a stala se uznávaným symbolem amerického Jihu. Je známá také jako rebelská vlajka nebo Jižní kříž a často nesprávně označovaná jako „Stars and Bars“.
Během druhé světové války byla vlajka opětovně využita jako neoficiální bojová zástava. Po bitvě o Okinawu byla americkými mariňáky krátce vztyčena nad hradem Šuri. O tři dny později byla z rozkazu generála Simona B. Bucknera ml. (syna konfederačního generála Simona B. Bucknera st.) nahrazena tehdejší americkou vlajkou. Buckner vlajku označil jako nemístnou, protože „dobytí ostrova se účastnili všichni Američané“.

## Současné užití

### Útok v Charlestonu
17. června 2015 bylo v kostele Africké metodistické episkopální církve v Charlestonu v Jižní Karolíně zavražděno devět lidí. Podezřelý Dylann Roof pózoval na svém Facebookovém profilu s jižanskou vlajkou stejně jako s vlajkou Rhodesie a apartheidní Jihoafrické republiky. Den po útoku guvernérka Jižní Karolíny Nikki Haleyová vyzvala ke stažení konfederační vlajky ze státních budov. 
Velké prodejní řetězce jako Amazon.com a Walmart zastavily prodej zboží obsahujícího konfederační vlajku.
V reakci na útok stáhla Alabama jižanskou vlajku ze státních budov.
10. července 2015 byla vlajka sundána z úřadů a státních budov státu Jižní Karolíny.
15. června 2016 schválila Jižní baptistická konvence, největší křesťanská a dříve také pro-otrokářská denominace na americkém jihu, dokument odsuzující užívání „jižanské vlajky“ jako symbolu rasistického rozdělení.